# Venera 5
Venera 5 (ryska: Венера-5) var en sovjetisk rymdsond i Veneraprogrammet. Rymdsonden sköts upp den 5 januari 1969, med en Molnija-M raket. Farkosten nådde Venus yta den 16 maj 1969.
Rymdsonden var i stort sett en kopia av Venera 4. Efter lärdomarna man dragit av Venera 4 flygningen, gjordes ett antal modifieringar av Venera 5. Bland annat gjordes fallskärmen mindre, för att sonden skulle hinna nå Venus yta innan batterierna tog slut.

### Fotnoter
1. ↑  ”NASA Space Science Data Coordinated Archive” (på engelska). NASA. https://nssdc.gsfc.nasa.gov/nmc/spacecraft/display.action?id=1969-001A. Läst 26 mars 2020.